# Imre Zsoldos

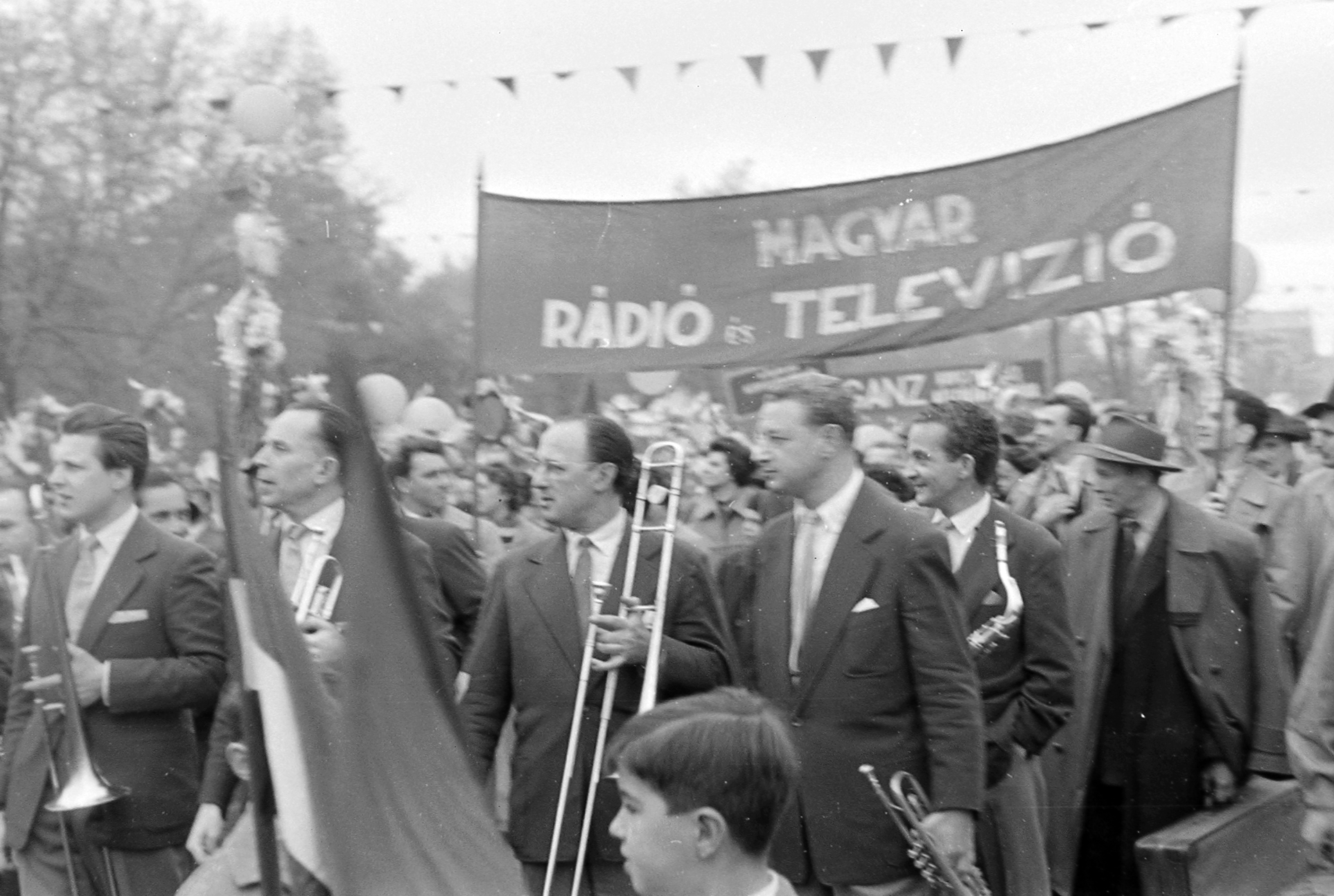
Imre Zsoldos (mit Trompete) mit dem Rundfunk-Tanzorchester bei der Maikundgebung 1958

Imre Zsoldos (* 26. März 1919 in Budapest; † 27. August 1985, ebenda) war ein ungarischer Jazz- und Unterhaltungsmusiker (Trompete, auch Flöte, Geige und Singende Säge) und Orchesterleiter. Er gilt als einer der bedeutendsten Trompeter in Nachkriegs-Ungarn.

## Leben und Wirken
Zsoldos studierte zwischen 1938 und 1941 privat Trompete bei Rudolf Borst. Während des Zweiten Weltkriegs trat er bei Veranstaltungen des Israelitischen Kulturvereins auf.
1948 wurde Zsoldos eingeladen, dem Tanzorchester des Ungarischen Rundfunks als Dirigent und Solist beizutreten; nebenher trat er in den Budapester Nachtclubs auf. 1963 gründete er aus dem Tanzorchester das mittelformatige Orchester Stúdió 11, das als Begleitband für Musikwettbewerbe fungierte, aber auch Modern Jazz spielte. 1967 wurde er mit dem Jazzensemble des Ungarischen Rundfunks auf das Montreux Jazz Festival eingeladen. Mit Stúdió 11 hat er auch mehrmals am Sanremo-Festival teilgenommen; dabei entwickelte sich eine enge Freundschaft mit Vico Torriani. 1975 wurde er mit dem Ungarischen Radiopreis für herausragende Leistungen ausgezeichnet.
Seit den 1970er Jahren verfolgte Zsoldos eine Solokarriere und trat als Trompeter international auf. So gastierte er in Kuba, den Ostblockländern, der BRD, den USA, Australien und Brasilien. Als Solist hat er zwei Soloalben und etwa zwanzig Singles mit Titeln wie „All the Things You Are“ oder „Il silenzio“ veröffentlicht.
Zsoldos starb bei einem Autounfall. Er war mit der Sängerin Katalin Sárosi verheiratet. Ihr gemeinsames Kind, Gábor Zsoldos, ist ebenfalls Musiker und veröffentlichte 2020 ein Buch über seine Eltern unter dem Titel Különös éjszaka volt (Es war eine seltsame Nacht).

## Diskographische Hinweise
- A Magyar Rádió Tánczenekara, Zsoldos Imre: Táncdalok (Qualiton 1959)
- Stúdió 11, MHV Tánczenekara: Let’s Dance Tango (Qualiton 1969)
- Zsoldos Imre, Körmendi Együttes: Van-e szerelmesebb vallomás? (Pepita 1976)
- 21+1 táncdal az aranytrombitán (Pepita 1985)